# Белл, Джозеф (моряк)
Джо́зеф Белл (англ. Joseph Bell) (12 марта 1861 — 15 апреля 1912) — британский моряк, инженер-судомеханик. Главный механик на борту парохода «Титаник». 
После столкновения лайнера с айсбергом Белл организовывал работу всех механиков, машинистов, кочегаров и других членов трюмной команды по поддержанию электроснабжения корабля. Благодаря их слаженной работе, радистам удалось установить связь со многими судами и передать сигнал бедствия, отсутствие перебоев с освещением позволило многим безопасно эвакуироваться с тонущего лайнера. Сам Белл оставался на своём посту до конца, его тело найти не удалось.

## Биография

### Ранние годы
Джозеф Белл родился 12 марта 1861 года в деревне Фарлам, графство Камбрия на севере Англии. Был назван в честь своих деда и прадеда. Спустя три месяца после рождения 4 мая был крещён в местной церкви. Отец Джозефа — Джон в возрасте семнадцати лет унаследовал от своего отца ферму, которая принадлежала семье Беллов на протяжении нескольких десятилетий. Мать Джозефа — Маргарет Белл (в девичестве Уотсон) также была родом из крестьянской семьи.
Джозеф был первым ребёнком в семье. В 1864 году родилась сестра Джейн, в 1865 году — брат Ричард. После родов второго брата — Джона в 1868 году Маргарет умерла. Начальное образование все дети получили в частной деревенской школе. После смерти жены Джон с детьми переехал в район Эден на западе графства Камбрия. Дети посещали академию Уильяма Харрисона в Карлайле. В 1881 году Джозеф переехал в Ньюкасл, где устроился помощником слесаря-монтажника.
В 1892 году в Рипли Белл женился на Мод Бейтс. В браке родилось четверо детей: Фрэнсис-Джон (1896), Марджори-Клэр (1899), Эйлин-Мод (1901) и Ральф-Дуглас (1908).

### Служба в «Уайт Стар Лайн»
В 1885 году Джозеф Белл поступил на службу в судоходную компанию «Уайт Стар Лайн». С 1891 года занимал должность главного судомеханика. До «Титаника» он работал на пароходах, совершавших рейсы в Нью-Йорк и Веллингтон: «Маджестик», «Британник», «Тевтоник», «Коптик» «Ионик», «Бовик», «Севик», «Афеник», «Селтик», «Седрик», «Балтик», «Оушеник», «Адриатик», «Лаурентик» и «Олимпик».

#### На борту «Титаника»
10 апреля 1912 года Джозеф Белл отправился в рейс из Саутгемптона на борту нового парохода «Титаник». Первые четыре дня плавания проходили штатно. В 23:40 14 апреля приблизительно в 640 км к юго-востоку от острова Ньюфаундленд «Титаник» по касательной столкнулся с айсбергом. Белл одним из первых осмотрел повреждённую обшивку правого борта лайнера и доложил капитану Эдварду Смиту, что повреждения серьёзны, но первое время надеялся, что дополнительные насосы справятся с напором воды. Вскоре выяснилось, что скорость поступления воды в трюм превышает скорость её откачки в 15 раз. Несмотря на это откачка воды не прекращалась.
Практически сразу после столкновения из работы были выведены две из шести котельных «Титаника», выработка пара сокращалась. Вода начала затоплять отсек за отсеком, однако Белл приказал всем членам машинной команды оставаться на своих местах. Во избежание взрывов раскалённых котлов в четвёртой котельной при контакте с ледяной водой Белл приказал кочегарам потушить топки. Первые три котельные по приказу Белла продолжали работать, благодаря чему удавалось поддерживать бесперебойное электроснабжение тонущего лайнера, необходимое для освещения и работы насосов, откачивавших воду. Кроме того, Белл со своими помощниками подключил резервные генераторы. Благодаря совместным усилиям и согласованным действиям членов трюмной команды во главе с Джозефом Беллом, электричество на судне полностью отключилось только в 2:16, то есть за четыре минуты до полного погружения «Титаника» под воду.
Джозеф Белл погиб, не совершив попытки спастись, вместе с 35 остальными механиками. Его тело в ходе поисковой операции обнаружено не было.

## Память

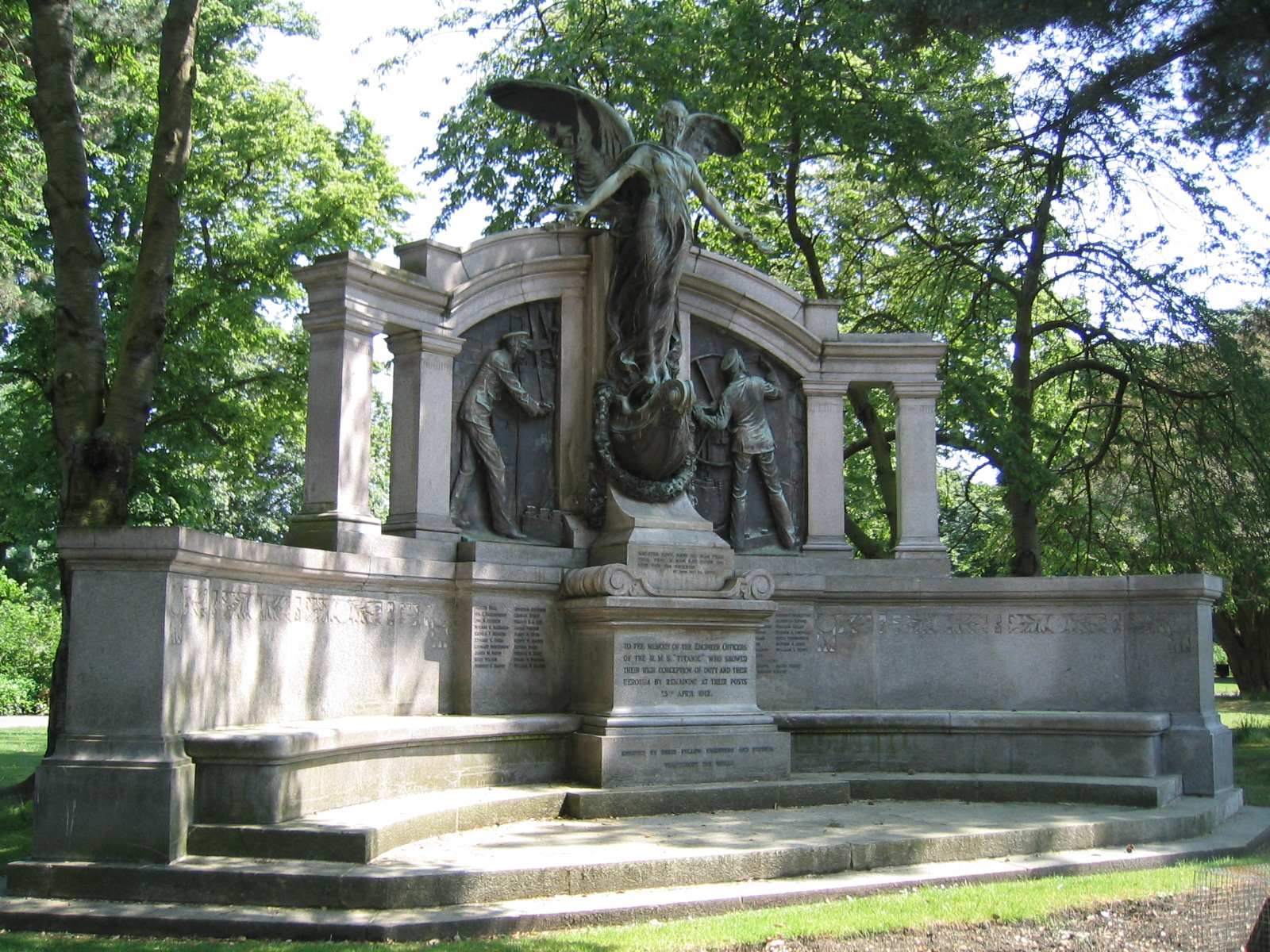
Монумент в Саутгемптоне

В память о 35 погибших в полном составе судомеханиках «Титаника» в Саутгемптоне 22 апреля 1914 года была открыта мемориальная стена.